# Cristo risorto appare alla Madre
Cristo risorto appare alla Madre è un dipinto a olio su tela (260 × 179,5 cm) eseguito dal pittore Giovanni Francesco Barbieri, noto come il Guercino, intorno al 1628-1630.

## Storia
La storia di questo dipinto, l'autografia e la datazione dell'opera si evincono dal Libro dei conti. Alla data 15 aprile 1630 del libro dei conti, troviamo la seguente annotazione: "Dalli Fratelli della Compagnia del Santissimo Nome di Dio, si è ricevuto per il compimento del Quadro fatto per il loro oratorio, Schudi 55 havendo già ricevuto altri denari per il compimento di Schudi 150." Poiché il libro dei conti inizia a registrare i pagamenti dal 1629 e non vi è menzionato nessuna anticipo di 95 scudi, tutti gli studiosi, a partire da Denis Mahon sono concordi nel ritenere che il dipinto sia iniziato nel 1628. L'opera fu collocata nell'oratorio della Compagnia.   
Malvasia fu il primo a descrivere il soggetto del quadro: "Una tavola per la Compagnia del Santissimo Nome di Dio in Cento, quando Christo resuscitato apparve alla Madre" e lo datò 1630. Gli studiosi sono concordi nel datare l'opera intorno al 1628-1630. Il 5 settembre 1653, nei registri contabili, è annotato un pagamento di "30 ducatoni per un ritocco e di 17 lire per l'acquisto di blu oltremarino." Poiché questo prezioso pigmento era generalmente impiegato per il manto della Madonna, si suppone che l'umidità abbia deteriorato la tela proprio in quella zona. Nel 1796 la tela fu requisita dalle truppe napoleoniche ed esposta al Louvre. Nel 1816 ritornò a Cento dove fu provvisoriamente posto nell'oratorio di San Sebastiano e San Rocco. Nel 1839 raggiunse la sua sede definitiva, nella appena costruita Civica Pinacoteca il Guercino di Cento.  

## Descrizione e stile

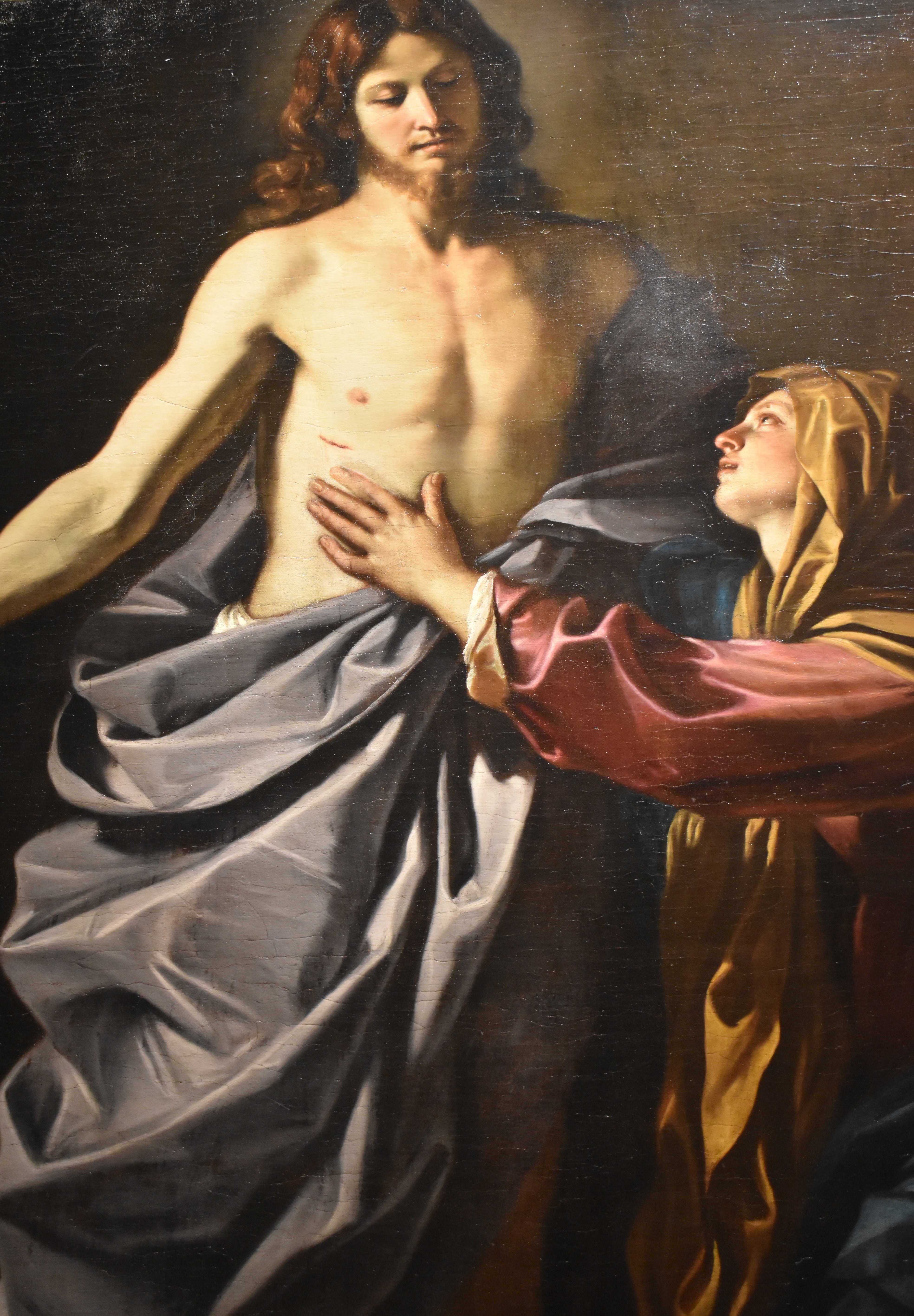
Cristo risorto appare alla Madonna, dettaglio

Il soggetto dell'opera non compare nei Vangeli, ma nella Legenda Aurea di Jacopo da Varagine. Il dipinto conobbe un grande successo fin da subito e costituisce uno degli apici conseguiti dal Guercino nel corso della sua lunghissima carriera. Citato ininterrottamente dalla letteratura a cominciare da Francesco Scannelli, che la giudicò "assai laudabile." Francesco Algarotti scrive in una lettera a Eustachio Zanotti che "le pieghe, massimamente quelle di un panno che involge il Cristo sono mirabili. La soavità e la forza delle tinte è pari al sommo del rilievo del Quadro, né dell'Amore con cui è condotto [...] mai veduto due figure campeggiare meglio in un Quadro, né il lume serrato e la macchia del Guercino non caddero forse mai più acconcio che in questo: mentre le figure son rappresentate dentro una stanza, dove quella forza del lume che dà tal risalto agli oggetti, si accorda a meraviglia col vero." Johann Wolfgang Goethe, nel suo Viaggio in Italia, il 17 ottobre 1786 aveva fatto una deviazione per passare da Cento e rendere omaggio alla città del Guercino. Ammirando questo dipinto la sua attenzione si concentra sugli affetti e sui sentimenti espressi dalla Madre e dal Figlio. Goethe descrive lo sguardo di Cristo come un'espressione di muta tristezza, nella quale sembra aleggiare ancora il ricordo dei dolori vissuti.  
"Tra il XIX e il XX secolo, il barocco, e in particolare il Guercino, conobbero un periodo di declino critico, subendo un generale discredito e aspre critiche." Matteo Marangoni, citando questo quadro, scrive che questo dipinto presenta "tutte le disgrazie che il destino già riserbava al nostro pittore per sfortuna sua e nostra."  Già nel 1967, con la mostra Omaggio al Guercino tenutasi a Cento in occasione del terzo centenario della morte dell'artista, si avviava un percorso di riscoperta. L'esposizione, che presentava dipinti restaurati e disegni della collezione di Denis Mahon, nasceva anche grazie alle intuizioni di Amalia Mezzetti e alla spinta propulsiva dello stesso Mahon, il cui interesse per il Guercino aveva radici lontane. Così prendeva forma il processo della Guercino Renaissance. Questo quadro è stato sempre ammirato per la monumentalità classica della composizione: secondo Mahon, "è forse la prima importante opera  del Guercino che riveli la pressoché completa accettazione della maggior parte dei requisiti della teoria classica, comprese quella della semplificazione e della idealizzazione." Inoltre, lo stile classicheggiante dell'opera è stato visto come un avvicinamento allo stile di Guido Reni, precisando però che vi rimane traccia del naturale.